# 史蒂芬·塔里
史蒂芬·塔里（Steven Garasai Tari，1971年—2013年8月29日），又名「黑基督」、「黑耶穌」，巴布亞新幾內亞自創基督教派領袖，在當地成立結合了貨物崇拜與傳統基督教信仰的新興宗教團體。以「助人致富」的旗號，涉嫌欺騙居民，曾擁有數以千計的追隨者。他被指控把年輕女信徒當作性奴隸，更傳出多起殺人及吃人肉事件。
史蒂芬·塔里原本打算當牧師，但在巴布亞新幾內亞馬當省一所神學院就讀時，因不認同聖經而輟學，之後遊走叢林密布山區村落組織宗教團體。他自封為「黑耶穌」，以救世主自居，常身穿白長袍「宣教」，宣稱追隨他的人能得永生和榮華富貴，吸引眾多信徒，包括一批保護他的武裝護衛團。他吸收大批少女信徒，而且只要處女，宣稱上帝預言指示，只要和他結婚就能上天堂，將這些被稱為「花女」（flower girls）的少女當做性奴隸，人數多達430人。警方調查其中一名13歲受害「花女」麗塔，被獲封為「花女之后」的母親獻給塔里，被迫當眾與塔里性交後遭殺害，塔里再喝她的血、吃她的肉獻祭；但少女母親否認此事。在傳出3名少女遭殺害獻祭後，村民開始質疑塔里，警方2005年一度逮捕塔里，並指派一名正牌牧師進行心理輔導，但這名牧師也受塔里蠱惑，協助他成功逃亡。由於塔里都不在同一個村子久待，增加警方抓人難度，直到2007年他在馬特皮村，8名村民趁他午睡時，將他五花大綁制伏，等重裝警力抵達時，發現塔里被綁在樹上，手上還拿著他稱之為「魔杖」的一把刀和一本當初被他否定的聖經。2010年4月塔里再度脫逃，但隨即被抓。塔里不承認他性侵女信徒，他在獄中受訪說，這些少女都是父母、親人主動獻上，交歡是你情我願。
2010年史蒂芬·塔里因強姦罪被判刑十年，但他在2013年3月與許多同樣被監禁的教徒共同逃獄。2013年8月29日，塔里及一名跟隨者當日在一個村落襲擊一名少女，企圖擄拐她作性奴隸，被周圍憤怒的村民發現後把兩人包圍，最後將他們當場殺死。事後，當地警方指出懷疑塔里涉及一周前另一宗少女謀殺案。

## 相關連結
- 貨物崇拜